# Рокабілі
Рокабі́лі (англ. Rockabilly) — одна з ранніх форм рок-н-ролу, поширена серед білих виконавців, у якій поєднувались елементи ритм-енд-блюзу та кантрі-енд-вестерн. З'явилась у середині 50-х років XX ст. у США. Виконавцями рокабілі були виключно білі музиканти. Він орієнтований на білу публіку, що має особливий експресивний акцент. По суті справи, рокабілі є прабатьком сучасного року.
Рокабілі зародився в США в середині 1950-х, приблизно одночасно з появою Елвіса Преслі, який почав грати рок-н-рол з яскраво вираженими елементами кантрі-н-вестерн. Крім Преслі, найбільшими майстрами цього напряму були Джонні Кеш («Folsom Prison Blues»), Рой Орбісон («Only the Lonely»), Карл Перкінс («Blue Suede Shoes»), Джонні Бернет (Burnette), Ванда Джексон («Hard Headed Woman»), Джеррі Лі Льюїс («Great Balls of Fire»), Бадді Холлі («Peggy Sue»), Джин Вінсент («Be-Bop-A-Lula»), Едді Кокран («Summertime Blues») і Рікі Нельсон («Be Bop Baby»). Під впливом даного напрямку у Великій Британії сформувалися такі групи, як The Beatles і The Rolling Stones, які стали грати енергійніший, «м'язистий» рок. Так зване «британське вторгнення» цих груп на американський ринок у 1964—1965 роках поклало кінець популярності рокабілі в Америці.
У даний час збереглися лише анклави прихильників даного напрямку. Протягом останніх 10—15 років у результаті прогресу з'явилося безліч засобів збереження і передачі інформації, «завдяки» яким практично «пішли» різні маленькі друковані видання, що висвітлювали життя світового рокабілі-співтовариства, практично зійшла нанівець хвиля популярності рокабілі в Європі. Тим не менш, групи, які виконують рокабілі та його варіації, існують практично в кожному європейському та американському місті і успішно гастролюють у невеликих клубах. На фестивалях такої музики, що проходять в різних країнах світу, збирається до 10000 чоловік. Зараз рокабілі перебуває в стані стійкої затребуваності. Серед британських представників — Crazy Cavan and the Rhythm Rockers.

## Джерело
- Юрій Юцевич. Музика: словник-довідник. — Тернопіль, 2003. — 404 с. — ISBN 966-7924-10-6. (html-пошук по словнику, djvu)